# Никольские хутора
Никольские хутора — деревня в Жуковском районе Калужской области, в составе сельского поселения «Деревня Чубарово».

## Этимология
Прежнее название — Никольские дворы. Дворами называли как постоялые дворы при дорогах, хутор — обособленный населенный пункт с  небольшим количеством дворов.
Никольское — название села, расположенного неподалёку.

## География
Расположена на севере Калужской области, на берегах реки Нара, на административной границе Калужской области и Новой Москвы. Рядом  —  Нара, Романово Московской области.

## История
В конце октября 1941 года по линии Никольские дворы —Никольское —Ильино проходил рубеж обороны 43-й армии РККА.

## Население
| 2002 | 2010 |
| ---- | ---- |
| 8    | ↗19  |